# Wyższa Szkoła Informatyki i Zarządzania im. Prof. Tadeusza Kotarbińskiego w Olsztynie
Wyższa Szkoła Informatyki i Zarządzania im. Prof. Tadeusza Kotarbińskiego z siedzibą w Olsztynie – była uczelnia niepubliczna z siedzibą w Olsztynie założona w 1996 roku.

## Historia
Początki istnienia pierwszej niepublicznej uczelni ekonomicznej na Warmii i Mazurach sięgają 1990 roku, kiedy to z inicjatywy Olsztyńskiego Towarzystwa Gospodarczego powstała Olsztyńska Szkoła Zarządzania. W październiku 1990 roku uczelnia wspólnie z Ośrodkiem Samorządu Lokalnego Fundacji Rozwoju Demokracji Lokalnej przekształcają szkołę w Olsztyńską Szkołę Zarządzania i Administracji im. prof. Tadeusza Kotarbińskiego, która oprócz menedżerów, kształci także pracowników administracji samorządowej. 
W 1993 roku szkoła została zakwalifikowana przez Ministerstwo Przekształceń Własnościowych do prowadzenia na terenie województwa olsztyńskiego szkoleń w zakresie prawnych aspektów prywatyzacji. Utworzone zostaje również Studium Policealne, które uzyskało w Ministerstwie Edukacji Narodowej uprawnienia szkoły publicznej. 
W 1996 roku Olsztyńska Wyższa Szkoła Zarządzania, stała się kontynuatorką społecznej misji Olsztyńskiej Szkoły Zarządzania i Administracji. 2 lipca 1996 roku z inicjatywy Olsztyńskiego Towarzystwa Gospodarczego została wpisana do rejestru uczelni niepaństwowych pod pozycją 91. Data ta zostaje uznana za dzień narodzin uczelni. Jej rektorem został założyciel OSZ, dr inż. Zygmunt Kurek. 
W 2001 roku uczelnia zmieniała nazwę na Olsztyńska Wyższa Szkoła Informatyki i Zarządzania im. Prof. T. Kotarbińskiego w Olsztynie. 13 listopada 2002 roku uzyskała uprawnienia do kształcenia na poziomie studiów magisterskich na kierunku: Zarządzanie i Marketing. W 2004 roku OWSIiZ pozyskało własną bazę dydaktyczną, kupując powojskowy budynek przy ul. Artyleryjskiej 3c.
1 października 2022 uczelnia została włączona w struktury Olsztyńskiej Szkoły Wyższej. Po połączeniu dotychczasowe kierunki studiów są kontynuowane w OSW.

## Kierunki kształcenia
Uczelnia kształciła na studiach pierwszego i drugiego stopnia na pięciu kierunkach.
- ekonomia
- informatyka
- mechatronika
- zarządzanie
- zarządzanie i inżynieria produkcji

## Władze przed połączeniem
- Rektor dr Lucyna Kwiatkowska
- Dziekan dr Hanna Pałach
- Kanclerz mgr inż. Janusz Żwirko